# 童夢 (漫画)
『童夢』（どうむ）は、大友克洋による日本の漫画作品。1980年から1981年にかけて4回に分けて雑誌連載された後、1983年に単行本として発行された。
大友の代表作の一つで、郊外のマンモス団地で起こる連続不審死事件を巡るモダンホラー。
超能力の表現や建物の破壊描写等において、『Fire-ball』と共に代表作『AKIRA』の原型とも言える作品。

## 概要
初出は漫画雑誌「アクションデラックス特別増刊」第3号（双葉社）。第5号まで3回連続して掲載された後（1980年〜1981年）、間を置いて最終話が『漫画アクション増刊スーパーフィクション』第7号（1981年）に掲載された。その後、加筆修正と描き下ろしページを加えてアクションコミックス（双葉社）より単行本化された。
また、原稿の原寸のままのB4判函入、定価5000円、限定5000部の『童夢　豪華版』も1984年に刊行された。2022年には大友克洋全集の第1期・第1回配本のうちの1冊として刊行された。
1983年、第4回日本SF大賞受賞。1984年、第15回星雲賞コミック部門受賞。
この作品や『AKIRA』以降、見開きを背景にして人物は小さく描くなど、背景を主役にした作品が増えた。
背景の作画はアシスタントの高寺彰彦や末武康光らが担当した。
作中に登場する団地は埼玉県川口市の芝園団地、警察署は旧川口警察署の庁舎を参考に描かれた。
1990年代、デヴィッド・リンチ監督で映画化される構想があったという。大友は脚本に満足を示し、リンチも企画に前向きだったが、企画が持ち込まれた米プロパガンダ・フィルムズとリンチの関係が悪化していた時期だったため、制作には至らなかったとのこと。

## 制作の経緯
大友は短編漫画『Fire-ball』制作中にスタッフたちと映画『エクソシスト』の話題で盛り上がり、SFにホラーの要素を加えた漫画を描くことを決めた。大林宣彦のホラー映画『HOUSE』が日本人に馴染みのない西洋館を舞台にしていたことに違和感を覚えた大友は、また当時、東京の高島平団地で飛び降り自殺が相次いでいたことに着想を得て、舞台を日本の団地にした。
単行本1冊を1本の映画のように描こうと思った大友は、最初からきっちり構成を決めて本作を描いた。その構成を守るためにかなり苦労したと言う大友は、単行本化にあたっては加筆修正を加えるなどかなり手を入れている。特に最終回は全面改稿に近い形で、最終的には百ページ近い増ページになった。

## あらすじ
「堤団地」というマンモス団地では不審な死亡事件が連続していた。山川が事件の捜査を指揮していたが、なかなか進展しない。ある夜、団地を巡回していた巡査2名のうち1名が屋上から転落死し、拳銃が紛失。常識では説明がつかないほど短い間の出来事であった。
別の夜、山川は団地で、自分を嘲笑う誰かの声を聞く。声を追って団地の屋上へ行く。団地に住む老人「チョウさん」が空中浮遊をした状態で現れた直後、山川もまた犠牲者となって発見される。
小学生の悦子の一家が団地に引っ越してきたその日、チョウさんが幼児をベランダから転落させるが、悦子がいち早く気づき、新たな犠牲者を阻止する。悦子もまた能力を持ち、その力を見せつけてチョウさんの「イタズラ」を牽制する。
悦子は、アル中の父親を持つ吉川ひろし、「ヨッちゃん」と呼ばれる藤山良夫たちと親しくなる。
警察では、山川の後任として岡村部長が着任するが、あいかわらず捜査は進展しない。そんな中、団地の住人である浪人生・佐々木勉がチョウさんに操られカッターナイフで悦子に襲いかかる。悦子は佐々木を能力で止めるが、ショックを受け団地の診療所に収容される。
捜査員である高山刑事は参考意見を求めにシャーマンの野々村を訪ね、二人は団地へ向かうが、団地の入口で野々村は震え出し、高山に「子供に気をつけなさい」と告げて逃げ帰ってしまう。
チョウさんは転落死した巡査から奪った拳銃を吉川ひろしの父に与える。夜、チョウさんに操られたひろしの父が悦子のいる診療所に侵入する。悦子はひろしの父を倒し、チョウさんと対決する。
チョウさんと悦子は宙に浮き、空を飛び、コンクリート片等を念動力で相手にぶつけ、団地の上空で戦い続ける。チョウさんをしかりつける悦子に、チョウさんは「今まで僕一人で遊んでたのに」と言う。
チョウさんが起こした団地のガス爆発を阻止しきれず、激情に我を忘れた悦子は、あらゆるものを破壊しながらチョウさんを追う。
悦子から逃げるばかりとなったチョウさんがほうほうの体で建物の外に這い出し、悦子が泣きながら追い詰めるが、悦子の母が悦子を見つけ、ふたりは抱き合う。悦子が我を取り戻し、事態は収束する。
二週間後の警察の記者会見の日、ケガから復帰した高山刑事はチョウさんに面会し、以前にシャーマンの野々村が言った「子供」とは、実はチョウさんのことであったと気づき愕然とする。
チョウさんは行き先の養老院が決まるまで、いったん団地に戻る。平穏な春の日の団地に、京都の母親の実家にいるはずの悦子が再び現れる。高山刑事はチョウさんが座るベンチの近くにいて、チョウさんの杖が破裂するのを見たが、何が起きているのかは理解できない。悦子は、チョウさん達がいるのとは別の場所にいて、ただブランコをこいでいる。団地の子どもたちだけがそこで起きているなにかを感じ取り、見つめている。すべてが終わり、子どもたちは遊びの輪に戻っていく。

## 登場人物
悦子
通称エッちゃん。作中、姓は語られない。名前の由来は『さるとびエッちゃん』（「大友克洋インタビュー 1993」、Pioneer LDC.）。両親とともに堤団地に引っ越して来た（ちなみに父親はこの引っ越しの場面にしか登場しない）。3号棟の吉川ひろしの隣であるが号数は不明。小学生らしいが年齢・学年は不明。明るく人見知りせず、周りの意見に流されない性格で、同級生から孤立していた吉川ひろしや、周囲から怖がられているヨッちゃんとはすぐに仲良くなった。超能力者であり、引っ越しの当日チョウさんと遭遇してその正体を見抜き、自分も超能力を用いてチョウさんを牽制するが、その結果チョウさんに命を狙われるようになる。チョウさんが佐々木勉や吉川ひろしの父を操り攻撃してきたことでチョウさんとの対決に至る。使える超能力はチョウさんと同等かそれ以上であるらしい。ただし、子供だけに感情のコントロールが不安定で、パニックに陥ると相手構わず攻撃する危うさも併せ持っており、作中では善意の人間が何人も犠牲になっている。チョウさんが引き起こしたガス爆発を止められず、また吉川ひろしとヨッちゃんが死亡したことにショックを受け、号泣しながら団地を破壊しチョウさんを追うが、建物の外に出たところを母親が見つけ、泣きながら抱き合う。その後母親の実家がある京都に移住したが、ある春の日に団地に再び現れる。チョウさんの死亡後、団地から消えた。
内田 長二郎
通称チョウさん。堤団地3号棟608号で一人暮らしする65歳の男性。以前同居していた娘一家は内田姓で雄一・恵子・一郎。一連の連続変死事件の犯人で、超能力者。空中を自在に飛翔し、瞬間移動もできる。団地にガス爆発を引き起こす際は、念力で元栓を操作した。佐々木勉に対して行ったように、何らかの手段で他人を操ることができる。いわゆるボケ老人であるが、現代の認知症の概念というより、作中の「ガキと一緒だよ」という表現そのものの状態。悦子は「いたずらっ子」「なんて子なの」と言い、大人だとは思っていない。悦子との対峙の際には一連の事件のことを「僕一人で遊んでた」と言う。他人からみればガラクタのような玩具、模型等々を大量に集めていて、中でも一番のお気に入りは、作中冒頭で転落死する上野元司という10階（どの棟かは不詳）の住人の子・タケシの、羽の突いた帽子である。悦子との対決の以降には、殺人を再開したような描写はない。ある春の日、悦子が堤団地に姿を現してまもなく、絶命する。
吉川 ひろし
堤団地3号棟411号に父と住む男の子。悦子一家の隣人。母親は既に家を出ていて不在。夕飯は菓子パンと牛乳を買って一人で食べる。酒乱の父親が原因で団地の子供たちからは距離を置かれている。1人でキャッチボールをしていたところに悦子とヨッちゃんが加わる。ある夜、子供が射殺された話を聞いて野次馬のつもりでヨッちゃんとともに歩き回り、診療所で悦子と自分の父に遭遇する。悦子が消えた後、父親により射殺される。
ひろしの父
名前は不明。以前はトラック運転手で、交通事故により片脚を負傷してからアルコール依存症になった。酒に酔って妻と喧嘩し警察沙汰を起こしたことがあり、その後妻に逃げられた。団地内の子供たちは「しゅらん」と呼んでいる。佐々木勉の事件の後の夜、突然目の前に拳銃が現れる。さらに後の夜、拳銃を手にしてまず子供1人を射殺し、悦子がいる診療所に向かう。チョウさんに操られているようだが、佐々木勉が終始無言・無表情であったのに対し、にやにや笑いながら自分の言葉で喋っていると思われる。悦子を撃ち損ねてヨッちゃんを撃ち、悦子がその場から消えた後、息子を撃つ。逆上したヨッちゃんにより殺害される。
藤山 良夫
通称ヨッちゃん。堤団地2号棟の5階に母親と同居する。屈強な体躯の男性であるが、団地の管理人が「頭は子供」と言う知的障害者。年齢不詳。悦子、吉川ひろしは自分達と対等な子供であると思って遊んでいる。吉川ひろしの父が拳銃を持って診療所に現れた際に撃たれ、さらにひろしが父親に撃たれた事により激昂し、ひろしの父を壁に叩きつけて殺害する。悦子とチョウさんの対決により建物が崩壊する中、吉川ひろしを抱きしめながら落下していった。
高山
長髪の刑事。作中、警察官としての階級は言及されていない。山川部長からは「長髪の若造」と評されていたらしい。岡村部長との雑談で、火の玉を見たことはあるが幽霊は疑問である旨を言うが、佐々木勉の事件で団地に行った際、山川の幽霊と思われるものを見る。その影響か、金子教授を訪ね、シャーマンの野々村典子を紹介してもらう。チョウさんと悦子の対決の際、ガス爆発のため頭部にケガをして入院することになる。その後の職務復帰の日、取調室にいたチョウさんに面会しようとして、再び山川の姿を見てしまう（吉川ひろしの父の姿もあったが。作中ではそれらが幽霊なのか、チョウさんか誰かの作り出した幻影なのかは説明されない）。実際にチョウさんと面会して、以前野々村が言っていた「子供」の意味を理解し驚愕するのだが、悦子も含まれるとは気付いていない。春、悦子が団地に現われた日、高山には何が起きているのかわからない中でチョウさんが絶命する。
山川部長
作中前半で捜査を指揮する警察官。部長と通称されるが階級は言及されていない。早く犯人を捕まえないと捜査から降ろされる、リューマチが痛い、娘の帰りが遅い、など個人的な事情をからかう声が聞こえ、追いかけて団地の屋上にたどり着く。声の主・チョウさんにより転落死を遂げる。
岡村部長
山川部長の後任。山川とは同期だった。着任後に団地を訪ねた際、山川の幽霊のようなものを見て、「来るな」という警告の声を聞く。事件の不可解さには気づくが、超常的なものを信じるかどうかは明確にされていない。悦子とチョウさんの対決の2週間後の記者会見で公式には、拳銃を紛失した巡査は「自殺」、ガス爆発は地盤沈下による、吉川ひろしの父について捜査中、等発表する。部下には「振り出しに戻ったな」と言う。高山がチョウさんの身辺警護をしたいと申し出たのを許可する。
伊藤
岡村部長配下で団地の連続不審死の捜査に当たる刑事で、高山が敬称敬語で接していることから高山の先輩と思しき人物。高山と共に玩具で溢れかえったチョウさんの部屋を訪れた後、腹部に銃弾を受けて興奮状態のヨッちゃんと遭遇、頭部にヨッちゃんの殴打を受けて失神し、意識を失ったまま爆発と崩壊に巻き込まれる。その後、一命を取り留め、復帰に強い意欲を示すものの、結局職を辞すことが刑事達の会話で語られる。
佐々木 勉
三浪の浪人生。堤団地の住人だが具体的な部屋番号等は不詳。近所から陰口を叩かれながらも、本人は真面目に勉強する気はあまりない。航空機のプラモデルが趣味。いわゆるオタク。チョウさんに操られて悦子を襲い、悦子の目の前で自分の首をカッターで切り死亡する。その後、天井にまで血が飛び散った現場の描写や、「人が一人はじけた」という伊藤刑事の言葉から、文字通りはじけ飛んだことが示唆されているが、それがチョウさんの仕業なのか、混乱した悦子の力が暴走したせいかは不明。
手塚夫人
堤団地8号棟783号の住人。胞状奇胎による流産で子供をなくしたという噂があるノイローゼ気味の主婦。子供が乗っていない乳母車を押して辺りを徘徊している。銃で撃たれたひろしを乳母車に乗せて、マンションから落とした。崩壊するマンションの落下物に押し潰されて死亡。
金子教授
大学教授。専攻は宗教人類学。趣味として、日本のシャーマンの研究もしている。高山刑事にシャーマンの野々村典子を紹介する。
野々村典子
高山刑事が金子教授の紹介で会うことになったシャーマン。高山とともに堤団地に行くが、とても自分の手には負えない状況であることを感知し、恐怖に震え上がる。高山には、まだまだ多くの人が死ぬ、子供に気をつけなさい、と警告する。

## 書誌情報
- 『童夢』[注 3]（1983年8月18日発行、双葉社アクションコミックス）ISBN 4-5759-3032-6
- 『童夢 豪華版』[注 4]（1984年12月25日発行、双葉社）ISBN 4-5759-3032-6
- 『OTOMO THE COMPLETE WORKS 8 童夢』[注 5]（2022年1月21日発行、講談社）ISBN 4-0652-6263-1

## イメージアルバム
1984年に、作中の各シーンをイメージした楽曲を収録したアルバムが、LP盤としてキングレコードよりリリースされた。
作曲の中心になったのは音楽プロデューサーの伊豆一彦。本作の大ファンであった伊豆からの熱烈なオファーを受け、レコードとして発売されるに至った。レコーディングには和泉宏隆や濱瀬元彦、岡本敦郎、中西俊博などが参加している。アルバムのジャケットは大友の描き下ろしイラスト。
発売以降しばらくして絶版となっていたが、2019年に復刻版としてリマスターをした音源がCDとしてリリースされた。

## 実写映画
『童夢』の実写映画化は、極秘に長編映画のプロジェクトが進められていたが実現せず、大友克洋自身が監督を務めた7分間のパイロット版のみが制作された。しかし、タイトルや内容や出演者などを一切知らせずに行うスニークプレビュー（試写会）でしか上映されなかった。
2023年3月、「第1回新潟国際アニメーション映画祭」の目玉企画のひとつ、大友克洋作品を一挙上映するレトロスペクティブ部門で、初めてパイロットフィルムが上映される。